# Un flăcău din infern
Un flăcău din infern (în rusă Парень из преисподней) este un roman științifico-fantastic din 1973 scris de Arkadi și Boris Strugațki în 1962. Face parte din Universul Amiază.

## Prezentare
Romanul spune povestea lui Gack, un adolescent de pe Giganda. Gack este un comando de cadeți în Fighting Cats: o unitate de elită a armatei din Ducatul Alai. În primul capitol al romanului, Gack este rănit de moarte într-o luptă cu o unitate de tancuri atacatoare a armatei Imperiului. Kornei Yashmaa, un progresor îl găsește și îl duce pe Pământ, unde medicii practic îl reînvie pe Gack. Yashmaa încearcă să-l ajute pe Gack să se adapteze la viața de pe Pământ.
Cu toate acestea, Gack nu vrea să coopereze și nici nu crede că Pământul este real. La început, el crede că tot ceea ce îi spun Yashmaa și alți pământeni face parte din pregătirea sa psihologică ca ofițer al Armatei Alai. Chiar și după ce Yashmaa îi dovedește că se află într-adevăr pe o altă planetă, Gack încă crede că a fost trimis pe Pământ cu o misiune secretă necunoscută de către armata Ducatului Alai.
Următoarea sa idee este că Pământul vrea să o cucerească planeta Giganda și dorește să-l folosească ca subiect de testare sau viitor agent de propagandă. Pe măsură ce află mai multe despre tehnologia și stilul de viață de pe Pământ (chiar i se dă un servitor android), devine din ce în ce mai confuz. Accidental, Gack descoperă că și alți gigandieni au fost duși pe Pământ, dar s-au integrat în societatea terestră și nu vor să aibă de-a face cu el.
După o lună de la sosirea lui Gack pe Pământ, Yashmaa îi spune că războiul de pe Giganda a fost oprit de progresori și că Ducatul Alai, precum și Imperiul nu mai există. Gack este șocat de vești atât de tare încât cere să se întoarcă imediat pe Giganda. Când Yashmaa refuză, Gack încearcă să scape cu forța. Cu ajutorul servitorului său android, el reușește să construiască o pușcă de asalt și muniție. Gack amenință că îl împușcă pe Yashmaa dacă nu-l trimite înapoi. Yashmaa îl poate dezarma cu ușurință pe Gack, dar, convins de acțiunile lui Gack, decide să-i dea drumul.
În ultimul capitol, Gack se întoarce pe Giganda și îi ajută pe medicii locali să vindece o ciumă care devastează un oraș din apropiere. El este în sfârșit acasă.